# Glory 1: Stockholm
Glory 1: Stockholm foi um evento de kickboxing promovido pelo Glory, ocorrido em 26 de maio de 2012 no Ericsson Globe em Estocolmo, Suécia. Esse evento contou com lutas de classificação para o Torneio Slam de 70kg do Glory e pelo Título Peso Pesado do Glory.

## Resultados[1][2]
- Super Luta : Semmy Schilt derrotou Errol Zimmerman por Nocaute Técnico pelo Título Peso Pesado do Glory
- Super Luta : Gökhan Saki derrotou Carter Williams por Nocaute
- Super Luta : Nieky Holzken derrotou Alex Harris por Nocuate Técnico
- Qualificação : Robin van Roosmalen derrotou Dzhabar Askerov por Decisão Unânime
- Qualificação : David Kyria derrotou Kem Sitsongpeenong por Decisão Unânime
- Qualificação : Ky Hollenbeck derrotou Michael Corley por Nocaute Técnico no primeiro round
- Qualificação : Sanny Dahlbeck derrotou Warren Stevelmans por Decisão Unânime
- Qualificação : Albert Kraus derrotou Mohammed El Mir por Decisão Unânime
- Qualificação : Giorgio Petrosyan derrotou Fabio Pinca por Decisão Unânime
- Qualificação : Tim Thomas derrotou Dennis Schneidmiller por Decisão Unânime
- Qualificação : Shemsi Beqiri derrotou Yoshihiro Sato por Decisão Dividida